# Palacio de Justicia del Condado de Gage
El Palacio de Justicia del Condado de Gage es un edificio de gobierno situado en el condado de Gage, en el estado de Nebraska (Estados Unidos). En la sede del condado de Beatrice, Nebraska, en 612 Grant Street. Fue incluido en el Registro Nacional de Lugares Históricos el 10 de enero de 1990.
Fue construido desde 1890 hasta 1892 en un estilo arquitectónico románico richardsoniano . Fue renovado en 2008.
El edificio fue diseñado por Gunn & Curtiss (Frederick C. Gunn y Louis Singleton Curtiss) y M. T. Murphy fue el contratista de construcción.